# Funambulus sublineatus
La ardilla listada de Nilgiri (Funambulus sublineatus) es una especie de roedor de la familia Sciuridae.

## Distribución geográfica
Es endémica de los Ghats Occidentales (India).